# Ammerön
Ammerön est une île du lac Revsundssjön (sv) en Suède.

## Géographie
Elle fait partie de la municipalité de Bräcke. Il compte cinq villages : Ösjö, Gåsböle, Nor, Rind et Ammer et comporte elle-même un petit lac : Ösjön dans lequel il y a deux petits îlots séparés par une ceinture de roseaux. 
L'île est reliée au continent par deux ponts.